# Levent Özdil
Levent Özdil (* 1976 in Bad Windsheim) ist ein deutscher Schauspieler. Er ist studierter Germanist. Bekannt wurde er in der Rolle des Tuncay Kaya in der Fernsehserie Dahoam is Dahoam, welche er mit Unterbrechungen von 2011 bis 2022 spielte. Zwischen 2012 und 2014 besuchte er das ARTEMIS Schauspielstudio in München.

## Filmografie
- 2005: Fredo
- 2008: Jussom City Blues
- 2010: Torn
- 2010: Antihelden
- 2011: Der ganz normale Wahnsinn
- 2011: Fraß
- 2011–2022: Dahoam is Dahoam
- 2012: Baron Münchhausen
- 2012: Die Enzlingbrüder lassen sich blicken
- 2013: Polizeiruf 110: Kinderparadies
- 2014: Schicksale – und plötzlich ist alles anders
- 2014–2019: Aktenzeichen XY … ungelöst
- 2015: Südstadtgeflüster
- 2020: SOKO München: Tod am Bauzaun